# Буйвологоловка
Буйволого́вка — одна из искусственно культивированных декоративных пород аквариумной «золотой рыбки» (лат. Carassius gibelio forma auratus (Bloch, 1782)).

## Описание
Тело рыбки имеет вздутую форму. Голова покрыта наростами, придающими ей почти квадратный вид и напоминающий голову буйвола; иногда в виде шлема. При этом наросты — при чрезмерном разрастании эпителия, очень нежны и имеют бархатистую поверхность. Хвост очень короткий, приподнятый кверху и иногда раздвоенный. Кроме наростов на голове — как у оранды. Спинной плавник отсутствует, а остальные — очень короткие. Анальный и хвостовой плавники раздвоены.
Отличительной чертой буйвологоловки при сравнении со львиноголовкой является более выпуклая приподнятая спина, при чём — предхвостье резко «обрывается».

### Окрас
Тело рыбки покрыто крупной ярко-жёлто-лимонной чешуёй, каждая чешуйка окаймлена красным ободком. Окраска головы ярко-красная, похожа на цвет спелого томата. Хвост и плавники совсем красные и/или с белыми краями. Цвет головы с наростами контрастен окраске тела.

## Условия содержания и размножения
Львиноголовок содержат при:
- Жёсткость воды (GH) до 20°;
- Кислотность воды (pH) 6,5-8,0;
- Температура (t) 12-28 °C.

Чувствительны к низким температурам воды.

### Кормление
К кормам неприхотливы и всеядны: едят как живую, так и растительную пищу, а также сухие корма.

### Размножение
Половозрелость львиноголовок и возможность их размножения наступает через год после вылупления мальков из икринок. Подготовка к нересту аналогична описанной для других карповидных: нерестовик обустраивается в центре 100—150 литрового аквариума с нерестовой решёткой, одним или двумя распылителями и пучком мелколиственных растений в центре. На одну самку 2-х самцов. Плодовитость от 2 до 10 тыс. икринок. Личинка выходит через 2 суток. На 5-й день мальки начинают плавать. Кормление мальков — коловраткой.
Для разведения:
- Показатели жёсткости воды (GH) 8-15°;
- Кислотность воды (pH) 7,0-8,0;
- Температура (t) 22-28 °C.

## В аквариумистике и прудовом хозяйстве
Рыбка подходит для содержания в холодноводном аквариуме с большим пространством для свободного плавания. Красива в оранжереях. Благодаря выносливости породы, её можно содержать в декоративном пруду на улице. Предпочитает сообщество себе подобных, яркий свет и обилие свободного пространства. Эффективная фильтрация и регулярная подмена воды. При оформлении водоёма рекомендуется использовать сыпучий мелкофракционный грунт, камни, коряги, живые или пластиковые растения, в том числе плавающие. При оформлении необходимо избегать применение предметов с острыми гранями и краями, за которые рыбки могут пораниться.